# دانيال كوتن
دانيال كوتن (بالإنجليزية: Daniel Cotton)‏ هو لاعب كرة قدم بريطاني، ولد في 8 أبريل 1988 في إنجلترا في المملكة المتحدة. لعب مع نادي بوسطن يونايتد.

## وصلات خارجية
- دانيال كوتن على موقع قاعدة بيانات كرة القدم.إي يو (الإنجليزية)
- دانيال كوتن على موقع Soccerbase.com (لاعب) (الإنجليزية)